# Paspalum plicatulum
Paspalum plicatulum är en gräsart som beskrevs av André Michaux. Paspalum plicatulum ingår i släktet tvillinghirser, och familjen gräs. Inga underarter finns listade i Catalogue of Life.